# Liam Wallace
Liam Wallace (3 settembre 1999) è uno sciatore alpino canadese, vincitore della Nor-Am Cup nel 2022.

## Biografia
Specialista delle prove tecniche originario di Calgary e attivo dal novembre del 2015, in Nor-Am Cup Wallace ha esordito il 12 dicembre dello stesso anno a Panorama in combinata, senza completare la prova, e ha conquistato la prima vittoria, nonché primo podio, il 22 novembre 2021 a Copper Mountain in slalom speciale; ha debuttato in Coppa del Mondo il 9 gennaio 2022 ad Adelboden in slalom speciale, senza completare la prova, e in quella stessa stagione 2021-2022 ha vinto la Nor-Am Cup. Non ha preso parte a rassegne olimpiche o iridate.

## Palmarès

### Nor-Am Cup
- Vincitore della Nor-Am Cup nel 2022
- Vincitore della classifica di slalom speciale nel 2022
- 15 podi:
  - 6 vittorie
  - 5 secondi posti
  - 4 terzi posti

#### Nor-Am Cup - vittorie
| Data             | Località           | Paese       | Specialità |
| ---------------- | ------------------ | ----------- | ---------- |
| 22 novembre 2021 | Copper Mountain    | Stati Uniti | SL         |
| 17 dicembre 2021 | Panorama           | Canada      | GS         |
| 12 febbraio 2022 | Whiteface Mountain | Stati Uniti | SL         |
| 12 dicembre 2024 | Panorama           | Canada      | SL         |
| 29 gennaio 2025  | Lake Louise        | Canada      | GS         |
| 30 gennaio 2025  | Lake Louise        | Canada      | GS         |

Legenda:

GS = slalom gigante

SL = slalom speciale

### Campionati canadesi
- 7 medaglie:
  - 5 ori (slalom gigante, slalom speciale nel 2021; slalom gigante nel 2022; slalom speciale nel 2023; slalom gigante nel 2025)
  - 2 argenti (slalom gigante, slalom speciale nel 2020)